# Heteropalpia wiltshirei
Heteropalpia wiltshirei is een vlinder uit de familie spinneruilen (Erebidae). De wetenschappelijke naam is voor het eerst geldig gepubliceerd in 2002 door Hacker & Ebert.
De soort komt voor in tropisch Afrika.